# Monkey Bay (Belize)
Pour les articles homonymes, voir Monkey Bay.
Monkey Bay est un lieu-dit du Belize situé à mi-chemin entre Belize City et Belmopan.  

## Géographie
À l'origine, le nom désignait une courbe (bay) de la rivière Sibun. Par la suite, le nom a été repris par la réserve nationale Monkey Bay National Park (900 ha) et la réserve naturelle privée Monkey Bay Wildlife Sanctuary (433 ha). L'ensemble constitue un corridor essentiel pour la faune qui évolue de part et d'autre de la rivière Sibun entre la savane, la forêt tropicale et les forêts de pins des montagnes mayas.